# سارا بیکن
سارا بیکن (انگلیسی: Sarah Bacon؛ زادهٔ ۲۰ سپتامبر ۱۹۹۶) شیرجه‌رو زن اهل ایالات متحده آمریکا است.
وی در مسابقات کشوری و بین‌المللی در مجموع برندهٔ ۱ مدال طلا، ۴ مدال نقره شده است.